# Свети Василий и Св. св. Константин и Елена (Сикиес)
„Свети Василий Велики и Св. св. Константин и Елена“ (на гръцки: Ι. Ν. Αγίου Βασιλείου & Αγίων Κωνσταντίνου & Ελένης Συκεών) е православна църква в солунското предградие Сикиес, Гърция, енорийски храм на Неаполската и Ставруполска епархия.
Църквата е разположена между улиците „Каравангелис“ и „Давакис“. Първоначалният храм е сглобяема църква с размери 3 m х 10 m, инсталирана на 20 юли 1981 година, и работила осем години. На 18 януари 1988 година митрополит Дионисий Неаполски и Ставруполски поставя основния камък на новата църква, посветена на Свети Василий и Светите равноапостоли Константин и Елена. Строежът продължава осем години. В архитектурно отношение храмът е базилика с купол. Има вътрешен параклис, посветен на Свети Георги.